# Chráněné bydlení
Chráněné bydlení je pobytová služba poskytovaná osobám, které mají sníženou soběstačnost z důvodu zdravotního postižení nebo chronického onemocnění, včetně duševního onemocnění, jejichž situace vyžaduje pomoc jiné fyzické osoby. Chráněné bydlení má formu skupinového, popřípadě individuálního bydlení. Je alternativou k pobytu v ústavním zařízení.
Chráněné bydlení je také definováno jako bydlení v bytě, který je v běžné zástavbě a patří poskytovateli služby. Zde bydlí jeden a více klientů. Ti se podílejí na vedení domácnosti podle svých možností. Sociální pracovníci jsou v neustálém a pravidelném kontaktu s klienty. Služby jsou poskytovány podle individuálních potřeb klientů. Služby poskytuje buď sociální pracovník, pečovatel nebo asistent. Chráněné bydlení je pro klienty dlouhodobě nemocné nebo trvale postižené. Chráněné bydlení je také pro lidi, kteří opouštějí ústavní zařízení, bezdomovce a seniory. Klienti potřebují terapeutickou podporu. Jejich stav však nepotřebuje plné zaopatření. Tento způsob bydlení kombinuje prvky modelu bydlení a sociální pomoci, posiluje přirozené sociální vazby a zachování či vytvoření přirozené sítě podpory v rámci širší rodiny, přátel a dalších blízkých osob.
Převažující metodou práce s klientem je poradenství, poskytnutí informací, terapeutická podpora, bezprostřední dopomoc a nácvik potřebných dovedností. 
Cílem je, aby si klienti vytvořili vlastní vyhovující postupy, které sami zvládnou. Klienti jsou vedeni a motivováni k maximální samostatnosti, více rozhodují o vlastních záležitostech a je respektována jejich dospělá role.

## Služby
Poskytovatelé služeb chráněného bydlení mají zajistit uživateli:
- poskytnutí nebo pomoc při zajištění stravy odpovídající věku či zdravotnímu stavu,
- poskytnutí ubytování, které má znaky bydlení v domácnosti, v případě potřeby praní, žehlení či opravy prádla,
- pomoc při zajištění chodu domácnosti, např. při běžném úklidu a údržbě domácnosti a domácích spotřebičů, podpora hospodaření s penězi, pomoc s nákupy a běžnými pochůzkami,
- pomoc při osobní hygieně nebo poskytnutí podmínek pro osobní hygienu,
- výchovné, vzdělávací a aktivizační činnosti – pomoc při upevnění nebo obnovení kontaktu s přirozeným sociálním prostředím, nácvik a upevňování motorických, psychických a sociálních schopností a dovedností, zajištění podmínek pro přiměřené vzdělávání, podpora v oblasti partnerských vztahů, podpora při získávání návyků souvisejících se zařazením do pracovního procesu,
- zprostředkování kontaktu se společenským prostředím – doprovázení do školy, k lékaři, do zaměstnání, na zájmové aktivity, na úřady apod., podpora a pomoc při využívání běžně dostupných služeb a informačních zdrojů, pomoc a podpora při upevnění kontaktu s rodinou,
- sociálně terapeutické činnosti, které vedou k rozvoji či udržení osobních a sociálních schopností a dovedností podporujících sociální začleňování osob,
- pomoc při uplatňování práv, oprávněných zájmů a při obstarávání osobních záležitostí.[2][4]

Poskytovatelem služeb se může stát obec nebo kraj, kteří se podílejí na vytváření vhodných podmínek pro rozvoj sociálních služeb, zejména zjišťováním skutečných potřeb lidí a zdrojů k jejich uspokojení; kromě toho sami zřizují organizace poskytující sociální služby. Dalšími zřizovateli mohou být nestátní neziskové organizace a fyzické osoby nebo ministerstvo práce a sociálních věcí.

## Typy chráněného bydlení
Každý klient a jeho rodina si může vybrat typ chráněného bydlení, které klientovi bude nejvíce vyhovovat. Mohou si vybrat z nabídky speciální domů, bytů, venkovského bydlení, bydlení spojeného s možností podporovaného zaměstnání, co-housing či komunitního bydlení.

### Chráněné bydlení v rámci sociálních služeb
Jedná se o samostatné bydlení, které je vybudované v rámci sociální ústavní péče. Klienti mají přísně strukturovaný denní režim, který je úzce spjat s životem a děním ústavu. Klienti mají větší soukromí, důstojnější podmínky pro bydlení, individuálnější přístup a práci v menších skupinách.

### Domovy rodinného typu
Jde většinou o činžovní domy, které obsahují na sobě nezávislé byty. Každá bytová jednotka má 3–4 klienty a asistenta. Celkový počet klientů by neměl přesáhnout 20 lidí, aby se neztratila rodinná atmosféra. Výhodou je nejen soukromí jednotlivých klientů, ale také možnost odlišného přístupu každého klienta. V některých případech je nezbytné přizpůsobit prostředí bytu klientovi a jeho postižení.

### Chráněné byty
Jde o úplnou integraci klienta do klasické bytové zástavby převážně městského typu. Asistenční služby jsou stanoveny podle potřeb klienta, které vyplývají z postižení klienta. V bytě žije 1–5 klientů a jejich asistent, který jim pomáhá při vedení domácnosti. Den tráví ve stacionářích nebo v chráněných dílnách. Každý klient má vlastní pokoj, kde je respektováno jeho soukromí.

## Budování chráněného bydlení
Budování chráněného bydlení lze rozdělit na tři fáze: formulace záměru (přípravná, předinvestiční fáze), poté následuje výstavba zařízení (investiční fáze) a zahájení provozu (postinvestiční fáze). Pro mnohé organizace je nejnáročnější fáze výstavby chráněného bydlení, a to z finančního hlediska. Kvůli této fázi se podceňují zbylé části. To má za následek, že v projektu chybí vyjasnění typu chráněného bydlení, charakter klientely, návaznost služby na další aktivity (podporované zaměstnávání, docházka do školského zařízení), nedostatečná obeznámenost veřejnosti, nejasnosti v tom, jak bude chráněné bydlení financováno, ukotvení cíle služby, zabezpečení kvality, včetně kvalifikovaných a zkušených pracovníků, nastavení smluv s klienty, dořešení provozního řádu. Pokud se tyto aspekty podcení, může dojít k tomu, že zamýšlené poslání nebude naplněno.
Mezi další rizika, se kterými se lze setkat při budování chráněného bydlení, patří:
- Převážení ekonomických aspektů včetně budoucích personálních požadavků a také budování zařízení pro velký počet klientů.

- Stereotyp poskytovatelů a převážení pečovatelského modelu.
- Malá ochota přijetí klientů místní komunitou. Nepřijetí klientů může mít za následek jejich izolaci od místní společnosti a následné osamění.[2]

## Klady a zápory chráněného bydlení

### Klady
- Klienti jsou klidnější, spokojenější a řeší méně konfliktů, neboť ve skupinách o více lidech vzniká velmi často ponorková nemoc.[7]
- Růst sebevědomí, zvyšují se kompetence v oblasti sebeobslužných činností, klienti se učí rozhodovat sami za sebe a zvykají si na to, že si mohou vybírat z více variant.[7]
- Klienti nejsou "přepečováváni" a mohou tak dosáhnout na strop svých možností, což v institucionálních zařízeních mnohdy není možné.[7]

### Zápory
- Potenciální izolovanost klientů, která se odvíjí od umístění bytů, počtů osob v bytech a od jejich dostupnosti.[7]
- Pasivita klientů, kteří byli zvyklí na neustálou motivaci k činnostem a v tréninkovém bydlení si mohou rozhodovat o svém volném čase, což u některých z nich může vést k trávení většiny času například u televizního přijímače.[7]
- Nesouhlas rodiny s přestěhováním do bytu, neboť mají obavy z toho, že by uživatelům mohl někdo ublížit, že by mohli selhat v každodenních situacích, kdy se musí sami rozhodovat.[7]

## Koexistence rozdílných cílových skupin v chráněném bydlení
Některá chráněná bydlení vznikají pod tlakem společenské situace, že určitá cílová skupina potřebuje okamžitou pomoc, a tak vznikají reakcí na tuto situaci různá zařízení. Tomuto postupu by se nedalo nic vytknout, až na to, že mohou vzniknout zařízení, která jsou typově odlišná. Zkušenosti poskytovatelů této služby ukazují, že není nejvhodnější vytvářet zařízení pro různé cílové skupiny klientů.
Zařízení, kde jsou umístěni společně lidé s tělesným postižením a s mentálním handicapem, se musí obvykle potýkat s problémy vznikajícími ze vzájemného soužití těchto klientů. Lidé s tělesným postižením mají oprávněný požadavek, aby nebyli podrobeni stejným omezujícím pravidlům jako lidé s postižením mentálním (zvýšený dohled, omezení zacházení s nebezpečnými předměty apod.). Naopak lidé s mentálním postižením stejně oprávněně s nelibostí nesou, pokud se musejí podřizovat pravidlům, která neplatí pro všechny stejně.
V zahraničí jsou zařízení, kde je klientela promíchaná schválně. Slibně vypadá možnost soužití seniorů a lidí s mentálním postižením. Senioři berou úlohu rádců, ochránců či jakýchsi náhradních rodičů jako vítanou a smysluplnou činnost. Naopak lidé s mentálním postižením se mnohem raději podřizují autoritě starších, protože jim připadá přirozená, než autoritě asistentů, kteří jsou většinou mladší než oni sami.

## Chráněné bydlení v praxi

### Chráněné byty ve Vídni
Chráněné bydlení ve Vídni je řešenou formou speciálně upravených bytů, které se nacházejí v běžných bytových domech. Tento typ služeb je určen seniorům, kteří ze zdravotních nebo sociálních důvodů nemohou, popřípadě nechtějí bydlet sami, a přitom jejich stav není natolik závažný, aby museli být trvale ošetřováni.
Princip bydlení seniorů je ve všech bytech totožný. Každý má svou ložnici, kterou si může upravit podle sebe. Obyvatelům jsou poskytovány služby podle jejich individuálních potřeb. V bytě jsou od 7 do 15 hodin přítomny pečovatelky a po zbytek dne jsou senioři v bytech sami. V bytech jsou nainstalována zařízení, kterými mohou přivolat pomoc. V případě krátkodobé nemoci odchází klient dočasně do nemocnice. Pokud se zdravotní stav, zhorší natolik, že potřebuje pravidelnou zdravotní péči, dochází za ním pracovníci. Smyslem je umožnit klientovi setrvat v bytě až do konce jeho života. Klienty pravidelně navštěvuje sociální pracovník a psycholog. Pokud si klienti sami nechtějí zajistit potravu a úklid, je jim tato služba také nabídnuta.
Pokud mají klienti zájem, spolupracují navzájem. Mají tak možnost zachovat si vysokou míru soukromí a autonomie v rozhodování o své životní situaci, aniž by člověk musel zůstat sám, izolovaný od okolí, bez kontaktů, či bez pomoci. Za klienty mohou docházet i jejich rodinní příslušníci. Senioři se spontánně setkávají s ostatními obyvateli bytu, sousedy ostatních bytů a nebo mohou docházet do kontaktních center.
Za pobyt v těchto bytech platí senioři nájemné a poplatky za další užívané služby. Jestliže nejsou příjmy seniorů dostačující, doplatí rozdíl město. Zájem o tuto formu bydlení v současné době roste.

### Propojení chráněných bytů v běžných bytových domech s rezidenční službou – Amsterodam
Motivací pro realizaci projektu v Amsterodamu byla snaha vyhovět požadavkům tamějších seniorů a to, aby navýšili počet speciálních domů s chráněným bydlením pro seniory. Zejména šlo o takové domy, které jsou v blízkosti domovů pro seniory. Tento typ služby splňuje představy o udržení vlastní autonomie obyvatel těchto domů. Pokud se však žadatel o chráněný byt přestěhuje z domova seniorů, může dojít k přetrhání původních vazeb. Organizátorům jde o to, aby byty byly v těsné blízkosti domovů pro seniory. Správa pro sociální bydlení vyvíjí aktivity pro seniory v oblasti chráněného bydlení. V oblasti působí agentura, která poskytuje služby domácí péče. Většina seniorů je napojena na Amsterdam Alarm Project, který patří k domovu pro seniory De Klinker, a ten zajišťuje péči o seniory a slouží jako komunitní centrum. Senioři mohou také využívat jídelnu.
Záměrem projektu bylo vytvořit alternativu k domům chráněného bydlení tak, aby byl v maximální možné míře zachován rozsah pomoci, který může tento typ služby svým klientům zajistit, a zároveň aby nemuseli zájemci o pomoc rezignovat na své přirozené prostředí.

### Villa Vallila
Chráněné bydlení Villa Vallila je v malé vesničce Červený Újezd. Ve vile žije maximálně 10 klientů, které mají sníženou soběstačnost zdravotním postižením nebo sociálním znevýhodněním. Součástí zařízení je i terapeutická dílna a malý domek, kde jsou 2 samostatné byty. Zde jsou klienti, kteří se zvládají postarat sami o sebe a nejsou tolik závislí na asistentech. Posláním komunitního domu je umožnit plnohodnotný život v přirozených podmínkách lidského společenství a podporovat klienty při začlenění do běžného prostředí. Cílem bydlení je vytvářet vhodné pracovní podmínky, vyhledávat pracovní příležitosti, podílet se na kulturním životě obce a nabízet pracovní začlenění lidem s postižením.

### Nové zámky, pobočka Bílsko
Domov pro osoby se zdravotním postižením je určen pro dospělé osoby s mentálním postižením včetně přidružených vad. Byty se skládají ze dvou samostatných jednotek. V jedné bydlí ženy a v druhé muži. Klienti mohou tyto byty využívat neomezeně. Při jejich vytváření vycházela organizace z potřeb uživatelů, z možnosti zvyšovat míru soběstačnosti a ze snahy o integraci do běžné společnosti.
Dle zařízení došlo po zařazení klientů do cvičných bytů k určitému zlepšení, a to v oblasti rozhodování, sebevědomí a sebeobsluhy. Jezdí sami na nákupy a výlety. Zpočátku zde působil na poloviční úvazek vychovatel a na celý úvazek asistentka. V současné době již nejsou potřeba.
V rámci zařízení je možnost pracovat v chráněné dílně, kde balí kelímky na vodu a tácky na grilování a funguje zde výborná spolupráce s obcí.

### Vincentinum – poskytovatel sociálních služeb Štemberk
Zařízení poskytuje zázemí 217 uživatelům, kteří jsou rozděleni do osmi domovů podle míry potřebné podpory a péče. V rámci zařízení jsou vybudovány dva byty, ve kterých bydlí čtyři uživatelky od roku 2007. Délka příprav na samostatnější formu není striktně vymezena a odvíjí se od schopnosti uživatelů. Limitující je v tomto případě dostupnost bytů pro osoby s postižením. Zkušenosti s tímto typem bydlení jsou pozitivní. U uživatelek se zvyšuje sebevědomí, učí se novým dovednostem včetně sebeobslužných činností, učí se komunikovat a komunikují s okolním prostředím. Postupně tak nabývají pocitu jistoty a vnitřního bezpečí. Klientky pracují na pracovní smlouvu v prádelně, zahradě nebo dělají pomocné práce.

### Klíč - centrum sociálních služeb (Olomouc)
Toto centrum nabízí širokou škálu služeb pro osoby s mentálním či vícenásobným postižením. Služby jsou poskytovány ve spolupráci s rodinou či přirozeným sociálním prostředím. V oblasti pobytových sociální služeb nabízí tyto alternativy: domov pro osoby se zdravotním postižením, chráněné bydlení domov a podpora samostatného bydlení.
Chráněné bydlení využívá 16 dospělých klientů. Cílem služby je umožnit lidem s mentálním postižením zapojit vlastní schopnosti a dovednosti k osobní realizaci a vedení plnohodnotného života srovnatelného se životem vrstevníků. Klienti jsou podporování v běžných úkonech, péči o domácnost, samostatném pohybu ve vnějším prostoru, kontaktu se společenským prostředím, zajištění vzdělávání nebo přiměřeného pracovního uplatnění, uplatňování práv a oprávněných zájmů a obstarávání osobních záležitostí.

### Domov „Na zámku“, p. o. Nezamyslice
Služby domova na zámku mohou využívat uživatelé ve věku od tří let, kteří mají mentální postižení v kombinaci s jiným postižením, jež vyžadují různý stupeň míry podpory. Celkově tyto služby využívá 129 uživatelů, přičemž tři z nich jsou v současné době uživateli cvičného bytu. Bydlení v bytech není časově omezeno, mohou zde bydlet po dobu neurčitou. Uživatelům je poskytována velká míra podpory, což se týká především celodenní přítomností zaměstnanců. Ti podporují uživatele v učení se novým dovednostem, mezi něž patří hospodaření s penězi, nakupování, vaření, dodržování zásad základní hygieny, cestování v hromadných dopravních prostředcích atd.

### Domov Betlém
Domov Betlém je stará vila, která podporuje rodinnost a příjemnost. Stojí na zvláštním modelu. Přicházejí do něj mladí lidé, kteří  jsou bez závazků a jsou ochotni nějakou dobu žít s lidmi s postižením. Princip spočívá v tom, že jde o společné rozhodování, co se bude konat, kam se pojede na výlet, kam na dovolenou, kdo a co bude dělat. Všichni mají zodpovědnost. Každý má svůj úkol, povinnost, odpovědnost, radost, když se na někoho může obracet. Všechny finance na realizaci domova získali od dárců. V domově Betlém trvale žije 9 obyvatel, kteří jsou na vozíku. 